# 岳存
岳 存（がく そん、1194年 - 1262年）は、金朝末期からモンゴル帝国初期にかけて活躍した人物。字は彦誠。大名府冠氏県の出身。

## 概要
金末にモンゴル軍の侵攻が始まると金朝は河北地方の統制を失ったため、各地で自衛を行う組織（後の漢人世侯）が勃興した。岳存は東平を中心とする大軍閥厳実の配下に入って武徳将軍・帥府都総領の地位を授けられ冠氏の統治を任されたという。金朝の将が冠氏からわずか30里離れた大名に拠って華北奪還事業を始めると、冠氏にも兵を派遣してこれを従えようとしたが､ 岳存はこれを撃退した。しかし、金軍は更に1万の兵を集めて冠氏を包囲したため、岳存は100名余りの死士を率いて西門から出城し、金軍を奇襲して潰走させるという大勝利を挙げた。
1229年（己丑）、厳実や武仙とともに彰徳の西で武功を挙げ、明威将軍の地位に移った。1230年（庚寅）、騎兵200と歩兵300を率いて彰徳から帰還しようとしたが、開州の南に至ったところで1万余りの軍勢を率いる金朝の将の張開と遭遇してしまった。岳存は麾下の軍勢に「敵軍は多く我が軍は少ない。軽挙せず、我の太鼓の音を聞いて行動せよ」と戒め、騎兵を前列に、歩兵をその後ろに布陣した。敵軍が20歩ほどしか離れない所に至ると太鼓を鳴らし、勇気づけられた岳存の軍団は一騎当百の働きを見せ、張開の軍は潰走したが岳存軍は1兵も損なわなかったという。
その後、河南に残存する金朝の平定、南宋領淮河・漢江方面への侵攻にも加わった。1241年（辛丑）に冠氏県丞に昇格となり、1250年（庚戌）には楚丘に移った。1255年（乙卯）に老齢を理由に故郷に帰り、中統3年（1262年）に69歳にして病により亡くなった。
岳存の死後、息子の岳天禎が後を継ぎ、南宋征服に活躍している。